# エスプラトーレ級哨戒艇
エスプラトーレ級哨戒艇（エスプラトーレきゅうしょうかいてい、英語: Esploratore-class patrol boat）は、イタリア海軍の哨戒艇の艦級。イタリアのラ・スペツィアにあるCoinaval造船所で建造され、1997年から2005年にかけて4隻が就役した。2025年時点で全艇が現役であり、エジプト軍とイスラエル軍の停戦監視を任務とする多国籍軍監視団の一員として、ローテーションで常時3隻がチラン海峡の監視と平和維持任務に従事している。

## 開発
元々は1993年12月にOrtona造船所に発注された哨戒艇だったが、1994年に契約がCoinaval造船所に移されることになり、建造開始は1995年まで遅延、結局1番艇が就役したのは1997年6月であった。
さらに、1998年にはオプション契約で4番艇が発注されたが、建造が遅れたため途中でOromare造船所に移管されている。その後も財政問題により建造は進まず、就役したのは発注から6年以上経った2005年7月のことだった。

## 設計
全長37.2m、満載排水量168tの沿岸用哨戒艇で、使いやすさと費用対効果を重視した設計となっている。少数の乗員で運用でき、沿岸域での哨戒、平和維持任務、難民対策、不法取引監視といった平時の任務を担当する。
メンテナンス作業が少なくて済むよう、船体はFe42B鋼、上部構造物は軽合金製であり、運用コストの低減に成功した。主機関にはイソッタ・フラスキーニ製のディーゼルエンジン2基を搭載し、最大速度は20ノットである。
武装としては、ブローニング 12.7mm重機関銃1基とMG42/59 7.62mm機関銃2基を装備している。なお、以前は12.7mm重機関銃ではなくエリコン 70口径20mm機関砲を装備していた。

## 同型艦
| #    | 艦名                       | 建造所                         | 進水            | 就役           | 現況 | 備考 |
| ---- | -------------------------- | ------------------------------ | --------------- | -------------- | ---- | ---- |
| P405 | エスプラトーレ Esploratore | Coinaval造船所                 | 1996年 11月4日  | 1997年 6月26日 | 現役 |      |
| P406 | センティネッラ Sentinella  | Coinaval造船所                 | 1997年 11月13日 | 1998年 7月10日 | 現役 |      |
| P407 | ヴェデッタ Vedetta         | Coinaval造船所                 | 1997年 1月11日  | 1999年 7月29日 | 現役 |      |
| P408 | スタッフェッタ Staffetta   | Coinaval造船所 / Oromare造船所 | 2001年 1月12日  | 2005年 7月6日  | 現役 |      |